# 강릉 청학사 소장 석불좌상·광배 및 중대석
강릉 청학사 소장 석불좌상·광배 및 중대석(江陵 靑鶴寺 所藏 石佛坐像·光背 및 中臺石)은 대한민국 강원특별자치도 강릉시에 있는 석불이다. 2011년 8월 12일 강원특별자치도의 문화재자료 제152호로 지정되었다.

## 같이 보기
- 청학사

## 참고 자료
- 강릉 청학사 소장 석불좌상·광배 및 중대석 - 국가유산청 국가유산포털